# Świerzawa
Świerzawa là một thị trấn thuộc huyện Złotoryjski, tỉnh Dolnośląskie ở miền tây nam Ba Lan. Thị trấn có diện tích 2 km². Đến ngày 1 tháng 1 năm 2011, dân số của thị trấn là 2364 người và mật độ 1343 người/km².